# 《敦刻尔克》获奖名单
《敦刻尔克》是克里斯托弗·诺兰自编自导并与夫人艾玛·托马斯制片的2017年史诗戰爭片，从海陆空三大角度聚焦第二次世界大战鄧寇克戰役。电影群星荟萃，主要演员包括菲昂·懷海德、湯姆·格林-卡尼、傑克·洛登、哈利·斯泰爾斯、阿奈林·巴納德、詹姆士·達西、貝瑞·柯根、簡尼夫·班納、基利安·墨菲、马克·里朗斯、湯姆·哈迪。漢斯·季默谱写电影配乐，李·史密斯剪辑，亚历克斯·吉普森、理查德·金、格雷格·兰德克、加里·瑞佐、马克·韦恩加滕负责音效。影片2017年7月13日在伦敦萊斯特廣場奧迪安電影院首映。华纳兄弟7月21日安排电影在全球1.1万多家院线上映，其中美国和加拿大3700多家，英国六百多家，影片最后以一亿美元预算取得5.27亿美元票房。评论汇总网站爛番茄共收集本片463篇评论，认可度达九成二。
《敦刻尔克》获众多荣誉肯定，导演、视觉特效、摄影、音效、剪辑尤得赞誉。影片在第90屆奧斯卡金像獎入围最佳影片等八项大奖，诺兰首次提名最佳导演。电影最后拿下最佳剪辑、最佳音效剪辑、最佳音效奖。《敦刻尔克》获第71屆英國電影學院獎八项提名并夺得最佳音效奖，入围 第75屆金球獎最佳影片（正剧类）、最佳导演、最佳原创配乐。电影入围第29届美国制片人工会奖最佳院线电影，诺兰提名美国导演工会奖最佳导演。美国电影学会与國家評論協會都把本片选入年度十大佳片。

## 荣誉
| 机构                       | 颁奖日期       | 奖项                     | 提名人                                                                                 | 结果 | 参考          |
| -------------------------- | -------------- | ------------------------ | -------------------------------------------------------------------------------------- | ---- | ------------- |
| 澳大利亚影视艺术学院国际奖 | 2018年1月6日   | 最佳影片                 | 《敦克爾克大行動》                                                                     | 提名 | [ 17 ] [ 18 ] |
| 澳大利亚影视艺术学院国际奖 | 2018年1月6日   | 最佳导演                 | 克里斯托弗·诺兰                                                                        | 獲獎 | [ 17 ] [ 18 ] |
| 澳大利亚影视艺术学院国际奖 | 2018年1月6日   | 最佳编剧                 | 克里斯托弗·诺兰                                                                        | 提名 | [ 17 ] [ 18 ] |
| 澳大利亚影视艺术学院国际奖 | 2018年1月6日   | 最佳男配角               | 湯姆·哈迪                                                                              | 提名 | [ 17 ] [ 18 ] |
| 美国退休者协会             | 2018年2月5日   | 最佳时间胶囊             | 《敦刻尔克》                                                                           | 獲獎 | [ 19 ] [ 20 ] |
| 美国退休者协会             | 2018年2月5日   | 读者之选民调             | 《敦刻尔克》                                                                           | 提名 | [ 19 ] [ 20 ] |
| 奥斯卡金像奖               | 2018年3月4日   | 最佳影片                 | 艾玛·托马斯、克里斯托弗·诺兰                                                           | 提名 | [ 21 ]        |
| 奥斯卡金像奖               | 2018年3月4日   | 最佳导演                 | 克里斯托弗·诺兰                                                                        | 提名 | [ 21 ]        |
| 奥斯卡金像奖               | 2018年3月4日   | 最佳摄影                 | 霍伊特·范·霍特玛                                                                       | 提名 | [ 21 ]        |
| 奥斯卡金像奖               | 2018年3月4日   | 最佳剪辑                 | 李·史密斯                                                                              | 獲獎 | [ 21 ]        |
| 奥斯卡金像奖               | 2018年3月4日   | 最佳原创配乐             | 漢斯·季默                                                                              | 提名 | [ 21 ]        |
| 奥斯卡金像奖               | 2018年3月4日   | 最佳艺术指导             | 内森·克劳利、加里·费迪斯                                                               | 提名 | [ 21 ]        |
| 奥斯卡金像奖               | 2018年3月4日   | 最佳音效剪辑             | 理查德·金、亚历克斯·吉普森                                                             | 獲獎 | [ 21 ]        |
| 奥斯卡金像奖               | 2018年3月4日   | 最佳音效                 | 格雷格·兰德克、加里·瑞佐、马克·韦恩加滕                                                | 獲獎 | [ 21 ]        |
| 女性电影记者联盟           | 2018年1月9日   | 最佳导演                 | 克里斯托弗·诺兰                                                                        | 提名 | [ 22 ]        |
| 女性电影记者联盟           | 2018年1月9日   | 最佳摄影                 | 霍伊特·范·霍特玛                                                                       | 提名 | [ 22 ]        |
| 女性电影记者联盟           | 2018年1月9日   | 最佳剪辑                 | 李·史密斯                                                                              | 獲獎 | [ 22 ]        |
| 美国电影剪辑工会           | 2018年1月26日  | 最佳剧情片剪辑           | 李·史密斯                                                                              | 獲獎 | [ 23 ]        |
| 美国电影学会               | 2018年1月5日   | 年度十大佳片             | 《敦刻尔克》                                                                           | 獲獎 | [ 24 ]        |
| 美国电影摄影师协会         | 2018年2月17日  | 最佳院线电影摄影         | 霍伊特·范·霍特玛                                                                       | 提名 | [ 25 ]        |
| 藝術指導工會               | 2018年1月27日  | 最佳古装片艺术指导       | 内森·克劳利                                                                            | 提名 | [ 26 ]        |
| 奥斯汀影评人协会           | 2018年1月8日   | 最佳导演                 | 克里斯托弗·诺兰                                                                        | 提名 | [ 27 ] [ 28 ] |
| 奥斯汀影评人协会           | 2018年1月8日   | 最佳摄影                 | 霍伊特·范·霍特玛                                                                       | 提名 | [ 27 ] [ 28 ] |
| 奥斯汀影评人协会           | 2018年1月8日   | 最佳原创配乐             | 汉斯·季默                                                                              | 提名 | [ 27 ] [ 28 ] |
| 奥斯汀影评人协会           | 2018年1月8日   | 十大佳片                 | 《敦刻尔克》                                                                           | 第七 | [ 27 ] [ 28 ] |
| 波士頓影評人協會           | 2017年12月10日 | 最佳摄影                 | 霍伊特·范·霍特玛                                                                       | 獲獎 | [ 29 ]        |
| 英国电影学院奖             | 2018年2月18日  | 最佳影片                 | 克里斯托弗·诺兰、艾玛·托马斯                                                           | 提名 | [ 30 ]        |
| 英国电影学院奖             | 2018年2月18日  | 最佳导演                 | 克里斯托弗·诺兰                                                                        | 提名 | [ 30 ]        |
| 英国电影学院奖             | 2018年2月18日  | 最佳摄影                 | 霍伊特·范·霍特玛                                                                       | 提名 | [ 30 ]        |
| 英国电影学院奖             | 2018年2月18日  | 最佳电影配乐             | 汉斯·季默                                                                              | 提名 | [ 30 ]        |
| 英国电影学院奖             | 2018年2月18日  | 最佳剪辑                 | 李·史密斯                                                                              | 提名 | [ 30 ]        |
| 英国电影学院奖             | 2018年2月18日  | 最佳音效                 | 理查德·金、格雷格·兰德克、加里·瑞佐、马克·韦恩加滕                                     | 獲獎 | [ 30 ]        |
| 英国电影学院奖             | 2018年2月18日  | 最佳艺术指导             | 内森·克劳利、加里·费迪斯                                                               | 提名 | [ 30 ]        |
| 英国电影学院奖             | 2018年2月18日  | 最佳视觉效果             | 斯科特·费希尔、安德鲁·杰克逊                                                           | 提名 | [ 30 ]        |
| 美国选角工会               | 2018年1月18日  | 大成本剧情片             | 约翰·帕帕席德拉                                                                        | 獲獎 | [ 31 ]        |
| 芝加哥影评人协会           | 2017年12月12日 | 最佳影片                 | 《敦刻尔克》                                                                           | 提名 | [ 32 ] [ 33 ] |
| 芝加哥影评人协会           | 2017年12月12日 | 最佳导演                 | 克里斯托弗·诺兰                                                                        | 獲獎 | [ 32 ] [ 33 ] |
| 芝加哥影评人协会           | 2017年12月12日 | 最佳剪辑                 | 李·史密斯                                                                              | 提名 | [ 32 ] [ 33 ] |
| 芝加哥影评人协会           | 2017年12月12日 | 最佳原创配乐             | 汉斯·季默                                                                              | 提名 | [ 32 ] [ 33 ] |
| 芝加哥影评人协会           | 2017年12月12日 | 最佳摄影                 | 霍伊特·范·霍特玛                                                                       | 提名 | [ 32 ] [ 33 ] |
| 芝加哥影评人协会           | 2017年12月12日 | 最佳艺术指导             | 《敦刻尔克》                                                                           | 提名 | [ 32 ] [ 33 ] |
| 电影音效工会               | 2018年2月24日  | 最佳真人电影音效         | 托马斯·奥康奈尔、斯科特·柯蒂斯、格雷格·兰德克、艾兰·梅耶尔森、加里·瑞佐、马克·韦恩加滕 | 獲獎 | [ 34 ]        |
| 服装设计工会               | 2018年2月20日  | 最佳古装片服装设计       | 杰弗里·库兰                                                                            | 提名 | [ 35 ]        |
| 评论家选择电影奖           | 2018年1月11日  | 最佳影片                 | 《敦刻尔克》                                                                           | 提名 | [ 36 ]        |
| 评论家选择电影奖           | 2018年1月11日  | 最佳群体演出             | 《敦刻尔克》                                                                           | 提名 | [ 36 ]        |
| 评论家选择电影奖           | 2018年1月11日  | 最佳导演                 | 克里斯托弗·诺兰                                                                        | 提名 | [ 36 ]        |
| 评论家选择电影奖           | 2018年1月11日  | 最佳配乐                 | 汉斯·季默                                                                              | 提名 | [ 36 ]        |
| 评论家选择电影奖           | 2018年1月11日  | 最佳摄影                 | 霍伊特·范·霍特玛                                                                       | 提名 | [ 36 ]        |
| 评论家选择电影奖           | 2018年1月11日  | 最佳美术指导             | 内森·克劳利、加里·费迪斯                                                               | 提名 | [ 36 ]        |
| 评论家选择电影奖           | 2018年1月11日  | 最佳剪辑                 | 李·史密斯                                                                              | 獲獎 | [ 36 ]        |
| 评论家选择电影奖           | 2018年1月11日  | 最佳视觉效果             | 《敦刻尔克》                                                                           | 提名 | [ 36 ]        |
| 达拉斯—沃斯堡影评人协会    | 2017年12月13日 | 最佳影片                 | 《敦刻尔克》                                                                           | 第六 | [ 37 ]        |
| 达拉斯—沃斯堡影评人协会    | 2017年12月13日 | 最佳导演                 | 克里斯托弗·诺兰                                                                        | 第三 | [ 37 ]        |
| 达拉斯—沃斯堡影评人协会    | 2017年12月13日 | 最佳配乐                 | 汉斯·季默                                                                              | 第二 | [ 37 ]        |
| 意大利电影金像奖           | 2018年3月21日  | 最佳外国片               | 《敦刻尔克》                                                                           | 獲獎 | [ 38 ]        |
| 底特律影评人协会           | 2017年12月7日  | 最佳导演                 | 克里斯托弗·诺兰                                                                        | 提名 | [ 39 ]        |
| 美国导演工会奖             | 2018年2月3日   | 最佳长片导演             | 克里斯托弗·诺兰                                                                        | 提名 | [ 40 ]        |
| 道林奖                     | 2018年2月24日  | 年度导演                 | 克里斯托弗·诺兰                                                                        | 提名 | [ 41 ]        |
| 道林奖                     | 2018年2月24日  | 年度视觉震撼电影         | 《敦刻尔克》                                                                           | 提名 | [ 41 ]        |
| 都柏林影评人协会           | 2017年12月13日 | 最佳影片                 | 《敦刻尔克》                                                                           | 獲獎 | [ 42 ]        |
| 都柏林影评人协会           | 2017年12月13日 | 最佳导演                 | 克里斯托弗·诺兰                                                                        | 獲獎 | [ 42 ]        |
| 都柏林影评人协会           | 2017年12月13日 | 最佳编剧                 | 克里斯托弗·诺兰                                                                        | 第七 | [ 42 ]        |
| 都柏林影评人协会           | 2017年12月13日 | 最佳摄影                 | 霍伊特·范·霍特玛                                                                       | 第二 | [ 42 ]        |
| 都柏林影评人协会           | 2017年12月13日 | 年度突破艺人             | 貝瑞·柯根                                                                              | 獲獎 | [ 42 ]        |
| 帝國獎                     | 2018年3月18日  | 最佳女新人               | 菲昂·懷海德                                                                            | 提名 | [ 43 ]        |
| 帝國獎                     | 2018年3月18日  | 最佳英国片               | 《敦刻尔克》                                                                           | 提名 | [ 43 ]        |
| 帝國獎                     | 2018年3月18日  | 最佳艺术指导             | 《敦刻尔克》                                                                           | 提名 | [ 43 ]        |
| 《标准晚报》               | 2018年2月8日   | 普通最佳影片奖           | 《敦刻尔克》                                                                           | 提名 | [ 44 ]        |
| 佛罗里达影评人协会         | 2017年12月23日 | 最佳影片                 | 《敦刻尔克》                                                                           | 獲獎 | [ 45 ]        |
| 佛罗里达影评人协会         | 2017年12月23日 | 最佳导演                 | 克里斯托弗·诺兰                                                                        | 獲獎 | [ 45 ]        |
| 佛罗里达影评人协会         | 2017年12月23日 | 最佳群体演出             | 《敦刻尔克》                                                                           | 第二 | [ 45 ]        |
| 佛罗里达影评人协会         | 2017年12月23日 | 最佳摄影                 | 霍伊特·范·霍特玛                                                                       | 第二 | [ 45 ]        |
| 佛罗里达影评人协会         | 2017年12月23日 | 最佳配乐                 | 汉斯·季默                                                                              | 第二 | [ 45 ]        |
| 佛罗里达影评人协会         | 2017年12月23日 | 最佳艺术指导             | 《敦刻尔克》                                                                           | 第二 | [ 45 ]        |
| 佛罗里达影评人协会         | 2017年12月23日 | 最佳视觉效果             | 《敦刻尔克》                                                                           | 提名 | [ 45 ]        |
| 高迪奖                     | 2018年1月28日  | 最佳欧洲电影             | 《敦刻尔克》                                                                           | 獲獎 | [ 46 ]        |
| 乔治亚影评人协会           | 2018年1月12日  | 最佳影片                 | 《敦刻尔克》                                                                           | 提名 | [ 47 ]        |
| 乔治亚影评人协会           | 2018年1月12日  | 最佳导演                 | 克里斯托弗·诺兰                                                                        | 提名 | [ 47 ]        |
| 乔治亚影评人协会           | 2018年1月12日  | 最佳摄影                 | 霍伊特·范·霍特玛                                                                       | 獲獎 | [ 47 ]        |
| 乔治亚影评人协会           | 2018年1月12日  | 最佳艺术指导             | 内森·克劳利、加里·费迪斯                                                               | 提名 | [ 47 ]        |
| 乔治亚影评人协会           | 2018年1月12日  | 最佳原创配乐             | 汉斯·季默                                                                              | 獲獎 | [ 47 ]        |
| 俄罗斯金鹰奖               | 2018年1月26日  | 最佳外语片               | 《敦刻尔克》                                                                           | 提名 | [ 48 ]        |
| 金球獎                     | 2018年1月7日   | 最佳影片（正剧类）       | 《敦刻尔克》                                                                           | 提名 | [ 49 ]        |
| 金球獎                     | 2018年1月7日   | 最佳导演                 | 克里斯托弗·诺兰                                                                        | 提名 | [ 49 ]        |
| 金球獎                     | 2018年1月7日   | 最佳原创配乐             | 汉斯·季默                                                                              | 提名 | [ 49 ]        |
| 美國電影音效剪輯師協會     | 2018年2月18日  | 最佳配乐音效剪辑         | 亚历克斯·吉普森、瑞恩·鲁宾、克里斯·巴雷特                                              | 獲獎 | [ 50 ] [ 51 ] |
| 美國電影音效剪輯師協會     | 2018年2月18日  | 最佳对白与配音音效剪辑   | 雨果·文、大卫·巴赫、拉塞尔·法马科                                                      | 提名 | [ 50 ] [ 51 ] |
| 美國電影音效剪輯師協會     | 2018年2月18日  | 最佳音效与拟音音效剪辑   | 理查德·金、迈克尔·米歇尔、兰迪·托雷斯、迈克尔·德雷塞尔、约翰·罗施、雪莉·罗登           | 提名 | [ 50 ] [ 51 ] |
| 金番茄                     | 2018年1月3日   | 2017年最佳大范围上映电影 | 《敦刻尔克》                                                                           | 第三 | [ 52 ] [ 53 ] |
| 金番茄                     | 2018年1月3日   | 2017年最佳剧情片         | 《敦刻尔克》                                                                           | 獲獎 | [ 52 ] [ 53 ] |
| 葛萊美獎                   | 2018年1月28日  | 最佳视觉传媒配乐         | 《敦刻尔克》                                                                           | 提名 | [ 54 ]        |
| 好莱坞专业协会             | 2017年11月16日 | 最佳长片剪辑             | 李·史密斯                                                                              | 獲獎 | [ 55 ]        |
| 休斯顿影评人协会           | 2018年1月6日   | 最佳影片                 | 《敦刻尔克》                                                                           | 提名 | [ 27 ]        |
| 休斯顿影评人协会           | 2018年1月6日   | 最佳导演                 | 克里斯托弗·诺兰                                                                        | 提名 | [ 27 ]        |
| 休斯顿影评人协会           | 2018年1月6日   | 最佳摄影                 | 霍伊特·范·霍特玛                                                                       | 提名 | [ 27 ]        |
| 休斯顿影评人协会           | 2018年1月6日   | 最佳原创配乐             | 汉斯·季默                                                                              | 提名 | [ 27 ]        |
| IGN奖                      | 2017年11月19日 | 最佳剧情片               | 《敦刻尔克》                                                                           | 第二 | [ 56 ] [ 57 ] |
| IGN奖                      | 2017年11月19日 | 人民选择奖最佳剧情片     | 《敦刻尔克》                                                                           | 獲獎 | [ 56 ] [ 57 ] |
| IGN奖                      | 2017年11月19日 | 最佳导演                 | 克里斯托弗·诺兰                                                                        | 提名 | [ 56 ] [ 57 ] |
| IGN奖                      | 2017年11月19日 | 人民选择奖最佳导演       | 克里斯托弗·诺兰                                                                        | 獲獎 | [ 56 ] [ 57 ] |
| IndieWire影评人调查        | 2016年12月19日 | 2017年最期待电影         | 《敦刻尔克》                                                                           | 第三 | [ 58 ]        |
| IndieWire影评人调查        | 2017年12月19日 | 最佳影片                 | 《敦刻尔克》                                                                           | 第三 | [ 59 ]        |
| IndieWire影评人调查        | 2017年12月19日 | 最佳摄影                 | 霍伊特·范·霍特玛                                                                       | 第二 | [ 59 ]        |
| 选址工会                   | 2018年4月7日   | 最佳古装片选址           | 本·皮尔茨、阿诺·凯泽                                                                   | 獲獎 | [ 60 ]        |
| 伦敦影评人协会             | 2018年1月28日  | 年度电影                 | 《敦刻尔克》                                                                           | 提名 | [ 61 ] [ 62 ] |
| 伦敦影评人协会             | 2018年1月28日  | 年度英国电影             | 《敦刻尔克》                                                                           | 獲獎 | [ 61 ] [ 62 ] |
| 伦敦影评人协会             | 2018年1月28日  | 年度导演                 | 克里斯托弗·诺兰                                                                        | 提名 | [ 61 ] [ 62 ] |
| 伦敦影评人协会             | 2018年1月28日  | 年度英国或爱尔兰演员     | 菲恩·怀特海德                                                                          | 提名 | [ 61 ] [ 62 ] |
| 伦敦影评人协会             | 2018年1月28日  | 技术成就奖               | 汉斯·季默                                                                              | 提名 | [ 61 ] [ 62 ] |
| 洛杉磯影評人協會           | 2018年1月13日  | 最佳剪辑                 | 李·史密斯                                                                              | 獲獎 | [ 63 ]        |
| 國家評論協會               | 2018年1月9日   | 十大佳片                 | 《敦刻尔克》                                                                           | 獲獎 | [ 64 ]        |
| 英国国家电影奖             | 2018年3月29日  | 最佳英国片               | 《敦刻尔克》                                                                           | 提名 | [ 65 ]        |
| 英国国家电影奖             | 2018年3月29日  | 最佳导演                 | 克里斯托弗·诺兰                                                                        | 提名 | [ 65 ]        |
| 英国国家电影奖             | 2018年3月29日  | 最佳突破演出             | 哈利·斯泰爾斯                                                                          | 提名 | [ 65 ]        |
| 英国国家电影奖             | 2018年3月29日  | 最佳新人                 | 哈里·斯泰尔斯                                                                          | 提名 | [ 65 ]        |
| 國家影評人協會             | 2018年1月6日   | 最佳摄影                 | 霍伊特·范·霍特玛                                                                       | 第二 | [ 66 ]        |
| 纽约在线影评人协会         | 2017年12月10日 | 十大佳片                 | 《敦刻尔克》                                                                           | 獲獎 | [ 67 ]        |
| 在线影评人协会             | 2017年12月28日 | 最佳影片                 | 《敦刻尔克》                                                                           | 提名 | [ 68 ] [ 69 ] |
| 在线影评人协会             | 2017年12月28日 | 最佳导演                 | 克里斯托弗·诺兰                                                                        | 獲獎 | [ 68 ] [ 69 ] |
| 在线影评人协会             | 2017年12月28日 | 最佳摄影                 | 霍伊特·范·霍特玛                                                                       | 提名 | [ 68 ] [ 69 ] |
| 在线影评人协会             | 2017年12月28日 | 最佳剪辑                 | 李·史密斯                                                                              | 獲獎 | [ 68 ] [ 69 ] |
| 美國製片人協會             | 2018年1月20日  | 最佳院线电影             | 克里斯托弗·诺兰、艾玛·托马斯                                                           | 提名 | [ 70 ]        |
| 聖地牙哥影評人協會         | 2017年12月11日 | 最佳影片                 | 《敦刻尔克》                                                                           | 提名 | [ 71 ] [ 72 ] |
| 聖地牙哥影評人協會         | 2017年12月11日 | 最佳导演                 | 克里斯托弗·诺兰                                                                        | 第二 | [ 71 ] [ 72 ] |
| 聖地牙哥影評人協會         | 2017年12月11日 | 最佳原创剧本             | 克里斯托弗·诺兰                                                                        | 提名 | [ 71 ] [ 72 ] |
| 聖地牙哥影評人協會         | 2017年12月11日 | 最佳摄影                 | 霍伊特·范·霍特玛                                                                       | 獲獎 | [ 71 ] [ 72 ] |
| 聖地牙哥影評人協會         | 2017年12月11日 | 最佳艺术指导             | 内森·克劳利                                                                            | 提名 | [ 71 ] [ 72 ] |
| 聖地牙哥影評人協會         | 2017年12月11日 | 最佳剪辑                 | 李·史密斯                                                                              | 第二 | [ 71 ] [ 72 ] |
| 聖地牙哥影評人協會         | 2017年12月11日 | 最佳视觉效果             | 《敦刻尔克》                                                                           | 第二 | [ 71 ] [ 72 ] |
| 聖地牙哥影評人協會         | 2017年12月11日 | 最佳配乐                 | 《敦刻尔克》                                                                           | 提名 | [ 71 ] [ 72 ] |
| 旧金山影评人协会           | 2017年12月10日 | 最佳导演                 | 克里斯托弗·诺兰                                                                        | 提名 | [ 73 ]        |
| 旧金山影评人协会           | 2017年12月10日 | 最佳摄影                 | 霍伊特·范·霍特玛                                                                       | 提名 | [ 73 ]        |
| 旧金山影评人协会           | 2017年12月10日 | 最佳艺术指导             | 内森·克劳利                                                                            | 提名 | [ 73 ]        |
| 旧金山影评人协会           | 2017年12月10日 | 最佳剪辑                 | 李·史密斯                                                                              | 提名 | [ 73 ]        |
| 旧金山影评人协会           | 2017年12月10日 | 最佳原创配乐             | 汉斯·季默                                                                              | 提名 | [ 73 ]        |
| 卫星奖                     | 2018年2月10日  | 最佳影片                 | 《敦刻尔克》                                                                           | 提名 | [ 74 ]        |
| 卫星奖                     | 2018年2月10日  | 最佳导演                 | 克里斯托弗·诺兰                                                                        | 提名 | [ 74 ]        |
| 卫星奖                     | 2018年2月10日  | 最佳原创剧本             | 克里斯托弗·诺兰                                                                        | 提名 | [ 74 ]        |
| 卫星奖                     | 2018年2月10日  | 最佳男配角               | 马克·里朗斯                                                                            | 提名 | [ 74 ]        |
| 卫星奖                     | 2018年2月10日  | 最佳摄影                 | 霍伊特·范·霍特玛                                                                       | 提名 | [ 74 ]        |
| 卫星奖                     | 2018年2月10日  | 最佳原创配乐             | 汉斯·季默                                                                              | 提名 | [ 74 ]        |
| 卫星奖                     | 2018年2月10日  | 最佳剪辑                 | 李·史密斯                                                                              | 提名 | [ 74 ]        |
| 卫星奖                     | 2018年2月10日  | 最佳服装设计             | 杰弗里·库兰                                                                            | 提名 | [ 74 ]        |
| 卫星奖                     | 2018年2月10日  | 最佳视觉效果             | 《敦刻尔克》                                                                           | 提名 | [ 74 ]        |
| 卫星奖                     | 2018年2月10日  | 最佳艺术指导             | 《敦刻尔克》                                                                           | 提名 | [ 74 ]        |
| 卫星奖                     | 2018年2月10日  | 最佳音效                 | 《敦刻尔克》                                                                           | 獲獎 | [ 74 ]        |
| 土星獎                     | 2018年6月27日  | 最佳动作或冒险片         | 《敦刻尔克》                                                                           | 提名 | [ 75 ]        |
| 美國演員工會獎             | 2018年1月21日  | 最佳群体演出奖           | 《敦刻尔克》                                                                           | 提名 | [ 76 ]        |
| 西雅图影评人协会           | 2017年12月18日 | 年度最佳影片             | 《敦刻尔克》                                                                           | 提名 | [ 77 ] [ 78 ] |
| 西雅图影评人协会           | 2017年12月18日 | 最佳导演                 | 克里斯托弗·诺兰                                                                        | 獲獎 | [ 77 ] [ 78 ] |
| 西雅图影评人协会           | 2017年12月18日 | 最佳摄影                 | 霍伊特·范·霍特玛                                                                       | 提名 | [ 77 ] [ 78 ] |
| 西雅图影评人协会           | 2017年12月18日 | 最佳剪辑                 | 李·史密斯                                                                              | 獲獎 | [ 77 ] [ 78 ] |
| 西雅图影评人协会           | 2017年12月18日 | 最佳原创配乐             | 汉斯·季默                                                                              | 提名 | [ 77 ] [ 78 ] |
| 西雅图影评人协会           | 2017年12月18日 | 最佳艺术指导             | 内森·克劳利、加里·费迪斯                                                               | 提名 | [ 77 ] [ 78 ] |
| 西雅图影评人协会           | 2017年12月18日 | 最佳视觉效果             | 保罗·科博尔德、斯科特·费希尔、安德鲁·杰克逊、安德鲁·洛克利                             | 提名 | [ 77 ] [ 78 ] |
| 圣路易斯影评人协会         | 2017年12月17日 | 最佳摄影                 | 霍伊特·范·霍特玛                                                                       | 第二 | [ 79 ]        |
| 圣路易斯影评人协会         | 2017年12月17日 | 最佳剪辑                 | 李·史密斯                                                                              | 第二 | [ 79 ]        |
| 圣路易斯影评人协会         | 2017年12月17日 | 最佳配乐                 | 汉斯·季默                                                                              | 第二 | [ 79 ]        |
| 圣路易斯影评人协会         | 2017年12月17日 | 最佳艺术指导             | 内森·克劳利                                                                            | 提名 | [ 79 ]        |
| 圣路易斯影评人协会         | 2017年12月17日 | 最佳视觉效果             | 《敦刻尔克》                                                                           | 提名 | [ 79 ]        |
| 温哥华影评人协会           | 2018年1月6日   | 最佳影片                 | 《敦刻尔克》                                                                           | 提名 | [ 80 ]        |
| 温哥华影评人协会           | 2018年1月6日   | 最佳导演                 | 克里斯托弗·诺兰                                                                        | 提名 | [ 80 ]        |
| 视觉效果工会               | 2018年2月13日  | 最佳真人长片视觉效果支持 | 迈克·钱伯斯、斯科特·费希尔、安德鲁·杰克逊、安德鲁·洛克利、艾莉森·沃特曼                | 獲獎 | [ 81 ]        |
| 华盛顿特区影评人协会       | 2017年12月8日  | 最佳影片                 | 《敦刻尔克》                                                                           | 提名 | [ 82 ] [ 83 ] |
| 华盛顿特区影评人协会       | 2017年12月8日  | 最佳导演                 | 克里斯托弗·诺兰                                                                        | 獲獎 | [ 82 ] [ 83 ] |
| 华盛顿特区影评人协会       | 2017年12月8日  | 最佳群体演出             | 《敦刻尔克》                                                                           | 提名 | [ 82 ] [ 83 ] |
| 华盛顿特区影评人协会       | 2017年12月8日  | 最佳摄影                 | 霍伊特·范·霍特玛                                                                       | 提名 | [ 82 ] [ 83 ] |
| 华盛顿特区影评人协会       | 2017年12月8日  | 最佳艺术指导             | 内森·克劳利、加里·费迪斯                                                               | 提名 | [ 82 ] [ 83 ] |
| 华盛顿特区影评人协会       | 2017年12月8日  | 最佳剪辑                 | 李·史密斯                                                                              | 提名 | [ 82 ] [ 83 ] |
| 华盛顿特区影评人协会       | 2017年12月8日  | 最佳原创配乐             | 汉斯·季默                                                                              | 提名 | [ 82 ] [ 83 ] |